# ドキュメント地球時間
ドキュメント地球時間（ -ちきゅうじかん）は、2000年4月7日から2003年4月4日までNHK教育テレビで放送されたドキュメンタリー番組である。

## 概要
世界各国の優れたドキュメンタリーを選りすぐり、グローバルな社会問題や時代を映す人々の生きざま、歴史を見つめ直したものなど、海外ならではの視点の作品を紹介した。

## 放送時間
金曜日 22:00 - 22:45

## 放送リスト
- ブルース・リー ドラゴン伝説（アメリカ）
- サダム・フセイン 生き残りへの執念（アメリカ）
- 決定的瞬間 ピュリツァー賞5枚の写真（アメリカ）
- チェチェン　闘い続ける人々（アメリカ）
- 家族で体験 1900年の生活（イギリス）
- 重度障害者 絵筆に込めた闘志（アメリカ）
- ウォーレン委員会 ケネディ大統領暗殺の真相は（アメリカ）
- ヒンデンブルグ号 豪華飛行船の悲劇（イギリス）
- 何が少年を追いつめたのか～銃乱射 15歳の悲劇～（アメリカ）
- 命の値段 卵子ビジネスは今（イギリス）
- エジプトへ ナポレオンの野望（アメリカ）
- アメリカ先住民の謎 9000年前の人骨は語る（アメリカ）
- シャンパンはいかが（スウェーデン）
- 地滑り 襲いかかる大地（アメリカ）
- なぜ太る?肥満のなぞ（アメリカ）
- もう やせたくない 拒食症との闘い（イギリス、アメリカ）
- モーツァルト 謎の楽譜　K.621b（フランス）
- アフリカ狩りに生きる（南アフリカ、オランダ）
- 伝説のアメリカン・スポーツヒーロー　ジョー・ディマジオ（アメリカ）
- 伝説のアメリカン・スポーツヒーロー ジョー・ルイス（イギリス）
- 宇宙旅行へようこそ（フランス）
- 人類 火星へ（アメリカ）
- 救出は不可能だったのか ロシア原潜クルスクの惨事（ノルウェー）
- "サリドマイド児"として生きて（カナダ）
- ヨーコ・オノの素顔（イギリス）
- 人間がコピーされる日 クローン技術の光と影
- 友情から平和へ イスラエルとパレスチナの若者たち（アメリカ）
- 映画にささげた魂 巨匠アンドレイ・タルコフスキー（フランス）
- チェチェン真実への戦い 逮捕されたロシア人記者（イギリス）
- 大統領とアメリカの危機（フランス）
- ツタンカーメン一族の謎 王朝はなぜ滅びたか（イギリス）
- タイタニック・極限の人間ドラマ（アメリカ）
- ブルナー 最後の大物ナチス戦犯（アメリカ）
- 検証ニアミス ニューヨーク 管制官の苦悩（イギリス）
- ペットからの贈り物（アメリカ）
- ヘルクラネウム よみがえる二千年前のリゾート都市（イギリス）
- 米・刑務所が”ビジネス”に（オーストラリア）
- ポル・ポト カンボジアの悲劇（フランス）
- 音のない世界 手話で
- 守れウミガメ、この音で（カナダ）
- 狙われた子ども部屋 ネットフレンドの危険な正体（アメリカ）
- 驚異!ここまで来たロボット技術
- チャレンジャー号 73秒後の悲劇（イギリス）
- 凶悪化する少年犯罪 アメリカ・揺らぐ少年法（アメリカ）
- アルカトラズ刑務所・脱獄のミステリー（アメリカ）
- ミロシェビッチを倒せ! 独裁政権と闘った学生たち
- エリオット先生の差別体験授業
- サブリナ 老いてゆく少女
- 自由へのトンネル ベルリンの1962年
- 臓器移植・動物からヒトへ
- 再現!イエスキリストの生涯
- ローマの決闘 コロッセウムのグラディエーター
- イスラム過激派・反米感情はなぜ生まれたのか
- ニューヨーク 消防士たちの9月11日
- 進化・生命の奇跡
- 人類のオデッセイ ヒトはどこから来たのか
- チャプリン・スイスの日々
- 驚異の古代テクノロジー
- もうひとつのポンペイ 噴火で消えた町
- スーパーマンの奇跡 クリストファー・リーブ・リハビリの軌跡
- ジェヴォーダンのミステリー 18世紀フランスの謎に迫る（フランス）
- “タイタニック”主人公の真実
- エベレスト 盲目の登山家が挑んだ
- 巨大洞窟の不思議な世界
- 北極から南極へ 40000キロ 前人未到の旅